# Bremer Patera
Bremer Patera is een caldeira op de planeet Venus. Bremer Patera werd in 1991 genoemd naar de Zweedse schrijfster en feministe Fredrika Bremer (1801-1865).
De caldeira heeft een diameter van 91 kilometer en bevindt zich in het quadrangle Meskhent Tessera (V-3).